# El Totoral
El Totoral es la zona rural de la comuna ubicado al este de El Quisco,  Región de Valparaíso, Chile.

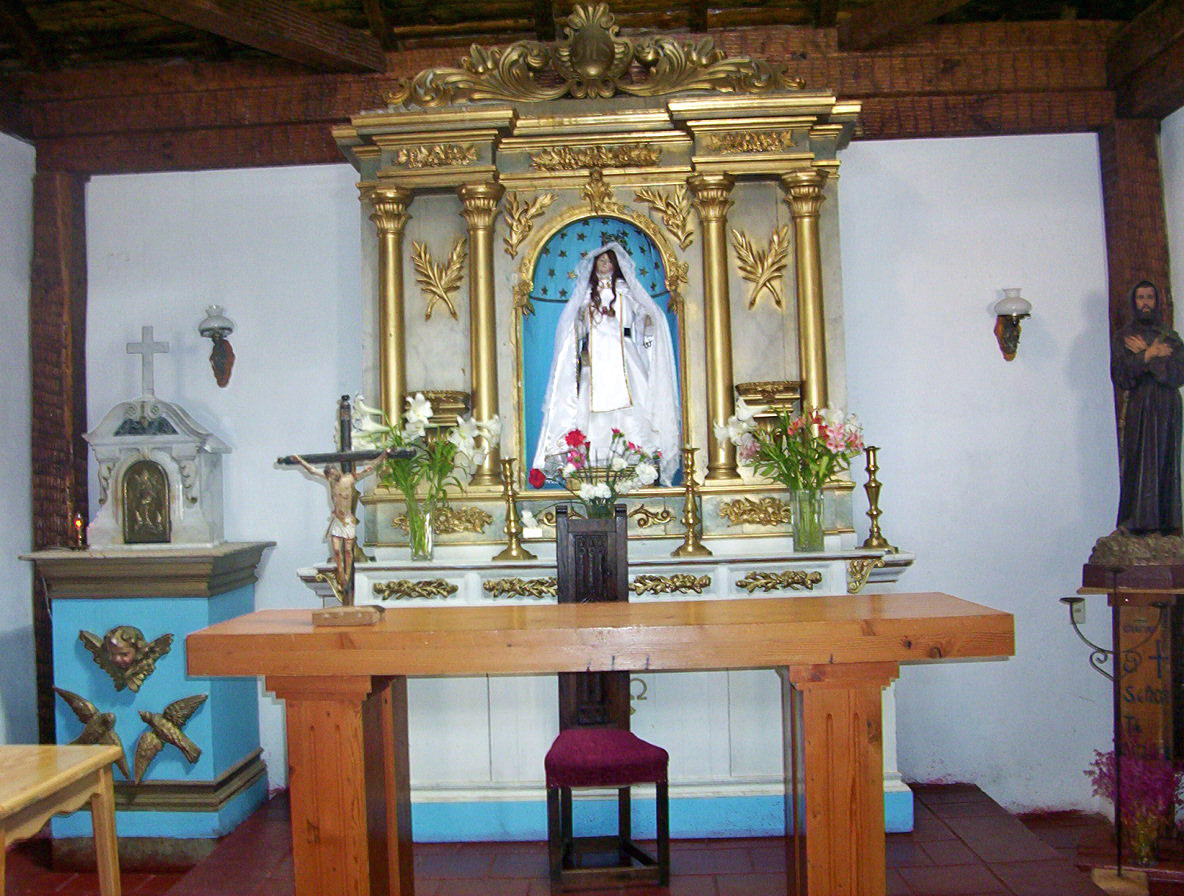
Altar de la Iglesia del Totoral, en donde está la Virgen donada en su huida por el último Gobernador español de Chile, Casimiro Marcó del Pont, en 1818.

## Historia
La zona está habitada desde la última glaciación (aproximadamente 11000 a. C.). 
Hay que recordar que durante la glaciación, el nivel del mar estaba casi 100 m abajo del actual nivel del mar y que muchas de las ocupaciones costeras fueron tapadas por el océano en su subida pos derretimiento de los Glaciares.
Desde allí grupos de cazadores y de recolectores pertenecientes al Periodo Arcaico de América hicieron su ingreso a los valles.
Con posterioridad, con relación al periodo agroalfarero temprano se pueden encontrar otros vestigios que son continuados por las Culturas Bato y Llolleo.
En el siglo XV entra en contacto con la cultura Inca y esta establece en Talagante un mitimae gobernado por el príncipe Tala Canta Ilabe. 
A poco de haber entrado los incas los siguen los españoles, a quienes los locales llaman we ingka (Nuevo inca en mapudungún). Los mapuches que vivían en esta zona eran llamados picones Pikun o  Pico (Norte en mapudungún). Era los que vivían en el Pikunmapu. Los incas los llamaron promaucaes.

## Vía de acceso
Se ubica solo a 125 km al oeste de Santiago por autopista del Sol, a 8 kilómetros de El Quisco, 7 km de la Casa Museo de Pablo Neruda, en Isla Negra y de todo el cordón costero entre Algarrobo por el norte y Santo Domingo por el sur.
Se toma la Ruta 68, con desvío a Casablanca, se va por la carretera costera a San Antonio, el acceso está a 1 km al sur del puente de Punta de Tralca.

## Lugares de ínteres
Lugares de ínteres turístico son:

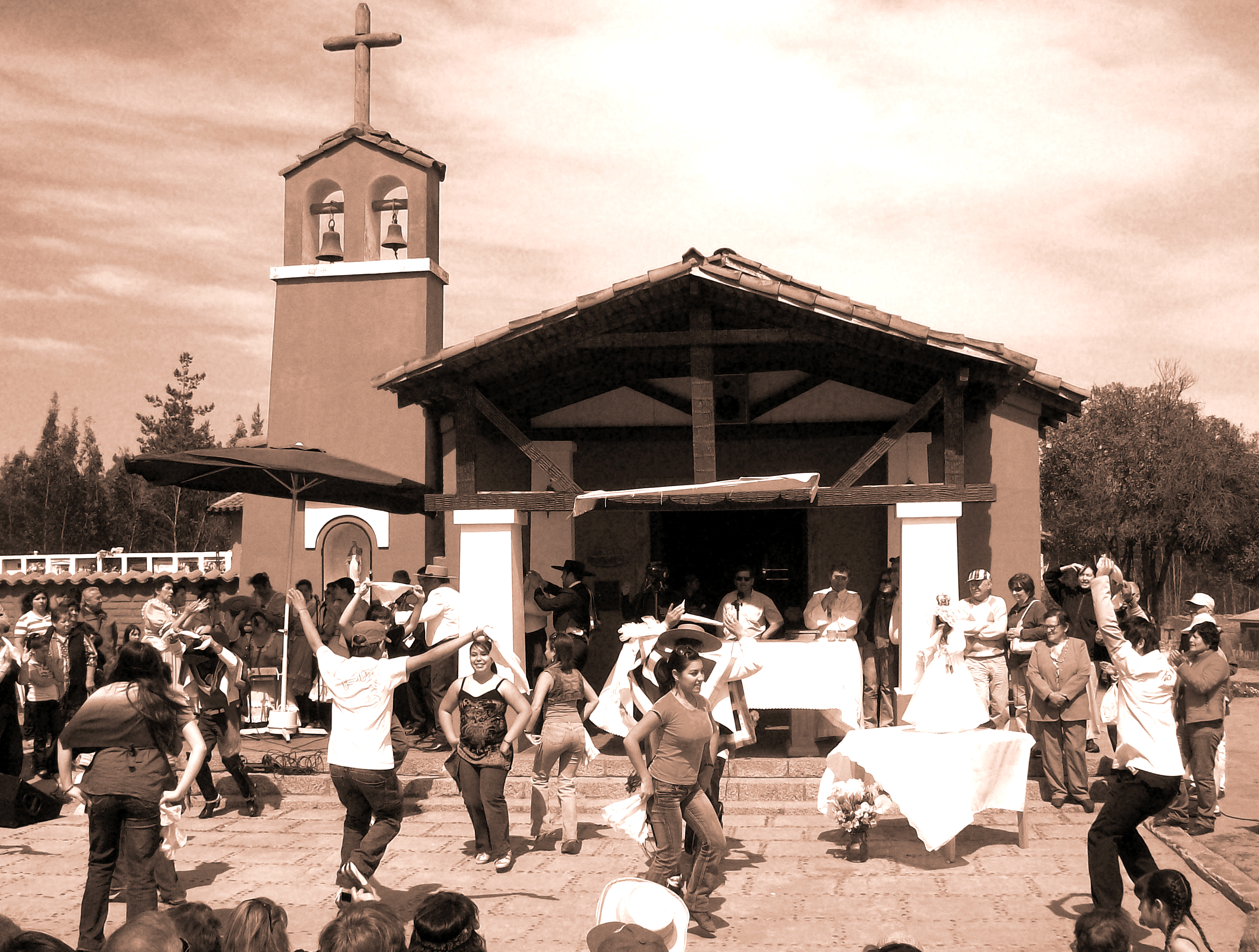
Iglesia del Totoral Chile

- Iglesia Colonial Nuestra Señora de las Mercedes de Totoral. Misas a la chilena, domingos.
- Eremitorio: lugar de oración, meditación y contemplación de la Orden Franciscana
- Museo colonial
- Feria de artesanos
- Cementerio parroquial colonial creado en 1820

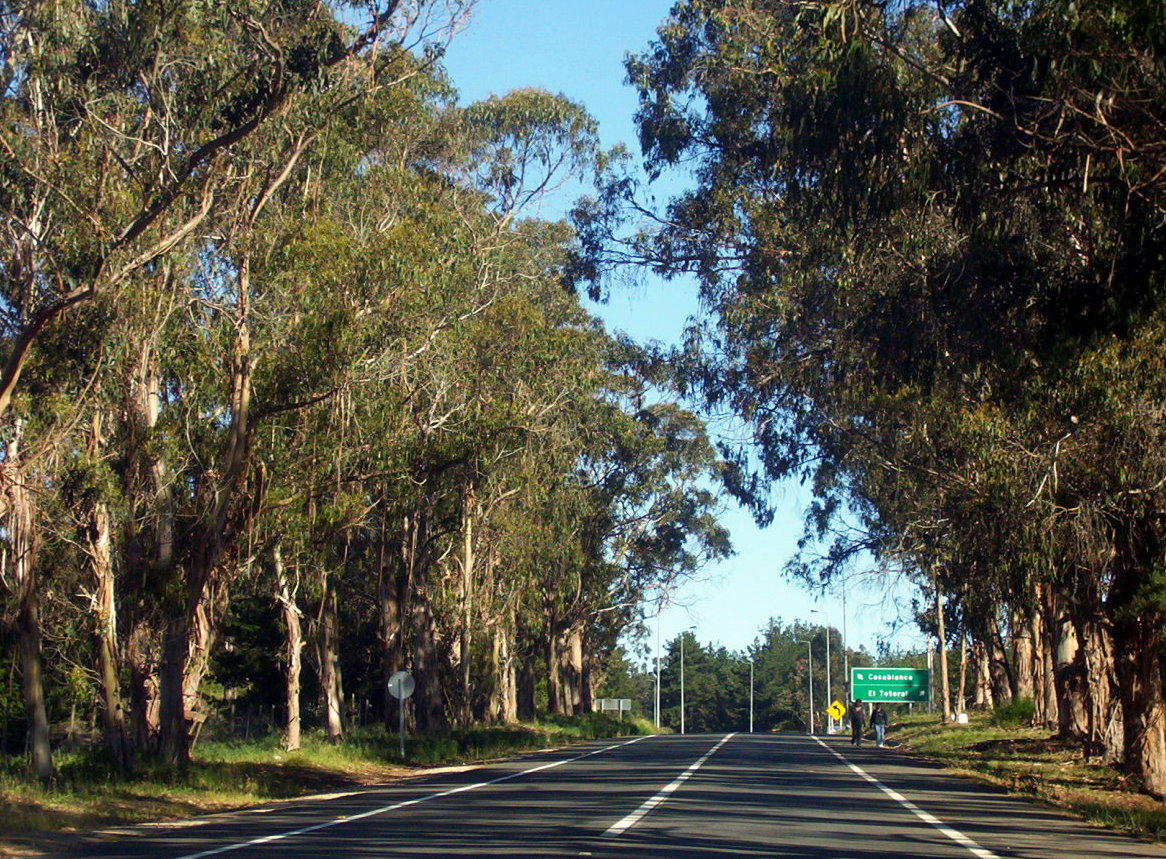
Camino desde Algarrobo a El Totoral.

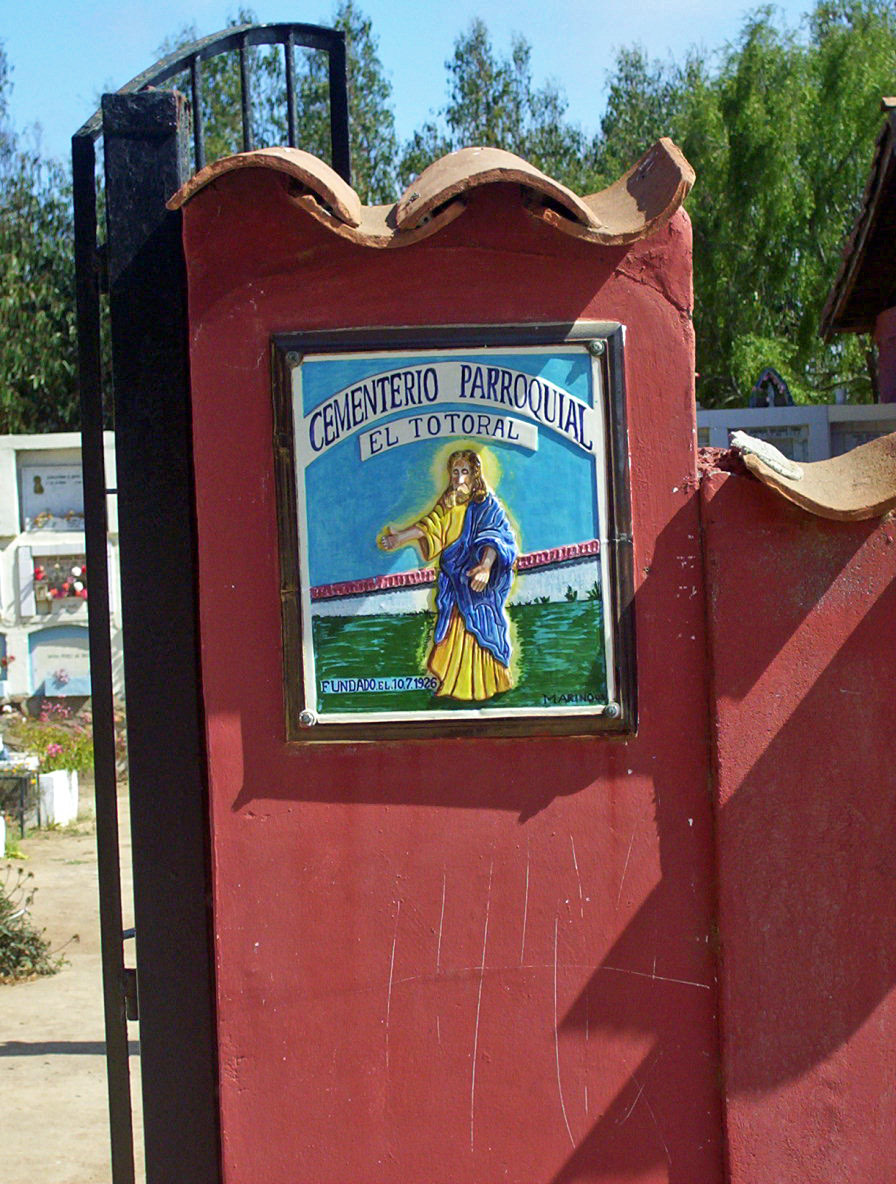
Entrada al Cementerio de El Totoral uno de los más antiguos de la región.

## Desarrollo
Lugar típico en el que se funde lo español con lo chileno. Fue una encomienda de Alonso de Córdoba en 1570 y formaba parte del camino desde San Antonio a Valparaíso. 
En su museo se exhibe el acta de bautizo de la niña Victoria de 11 meses, efectuado el 28 de febrero de 1815 (210 años), ante sus padres Benito Pinto y Cándida Orbes.
Casimiro Marcó del Pont en su huida a Valparaíso hizo escala en este pequeño pueblito regalando la virgen que portaba a la iglesia del lugar. El atractivo histórico - religioso principal lo constituye la Iglesia del pueblo, construida en el año 1815 y de arquitectura Colonial, es famosa por sus misas dominicales durante el verano que son a la chilena. Tiene como Patrona a la Virgen de Nuestra Señora de la Merced   , quien desde tiempos muy antiguos, cada 24 de septiembre congrega a los fieles en vigilias, misas y procesiones que hacen de esta festividad toda una tradición. Famosa, la Misa a la Chilena  que se practica en el lugar.  Éstas comienzan a las 12.00  con la procesión de la Virgen de la Merced que es acompañada con cantos y bailes folclóricos. En ella los campesinos agardecen a Dios por medio de décimas, payas y cantos que hacen disfrutar un momento único a los visitantes.
Es una de las manifestaciones del Canto a lo divino .
Luego de la misa se puede recorrer la feria de gastronomía donde podrá encontrar productos como mermeladas caseras, chocolates artesanales, dulces chilenos, huevos frescos, empanadas, arrollado, pan amasado, licores artesanales. Además encontrará artesanía local como tejidos a telar y croché, cerámica, y madera tallada.

“El Totoral no es totora, es un paraje escondido, árboles frondosos y altivos sobre la fauna marina… Entre eucaliptos y cipreses, El Totoral aparece. Tiene su estrella divina, faro de luz en la iglesia De la Merced es la Señora de la conquista española”.
Poema de Eduardo Bustos Alister

El eremitorio franciscano puede visitarse con permisos requeridos.

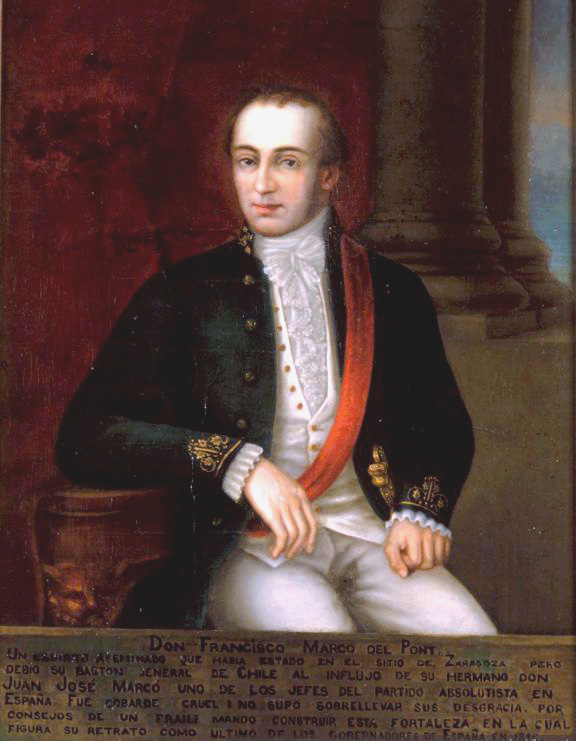
Casimiro Marcó del Pont, último Gobernador español de Chile que pasó por el Totoral en su huida dejando la efigie de la Virgen actualmente en la Iglesia de dicho pueblo.

## Canto a lo divino
Según la tradición oral de los propios cantores a lo divino, se le atribuye su origen a la llegada de los sacerdotes jesuitas a la zona central de Chile, (aprox. en el año 1600), desde donde salían a recorrer una gran parte del país. Hasta el Choapa por el norte, hasta el Maule por el sur y de mar a cordillera.  
Los primeros versos fueron entregados por los misioneros, quienes en su tarea evangelizadora, les enseñaban a cantar y a rezar la doctrina cristiana, como consta en muchos documentos de la época. Después los mismos poetas y cantores campesinos fueron componiendo y creando nuevos temas-fundamentos en esta noble vertiente del canto a lo divino.  
Desde su origen esta manifestación popular de religiosidad y fe cristiana, se transformó en un culto familiar del campo en el cual podemos distinguir cinco funciones:
- Cultural: porque se trata de una expresión artística, literaria, poética y musical. Propicia el diálogo entre el Evangelio y la cultura de quienes cantan y versifican.
- Catequista: porque con el canto se favorece la transmisión de la doctrina cristiana y el aprendizaje y memorización de la misma.
- Celebrativa y cultual: porque poesía y canto se trasforman en oración cuando se ejecutan dignamente, en ambiente cristiano y con respeto.
- Artística: porque permite expresar la belleza y la creatividad de los poetas y su música.
- Comunitaria: porque permite reunirse para cantar y celebrar juntos la misma fe.

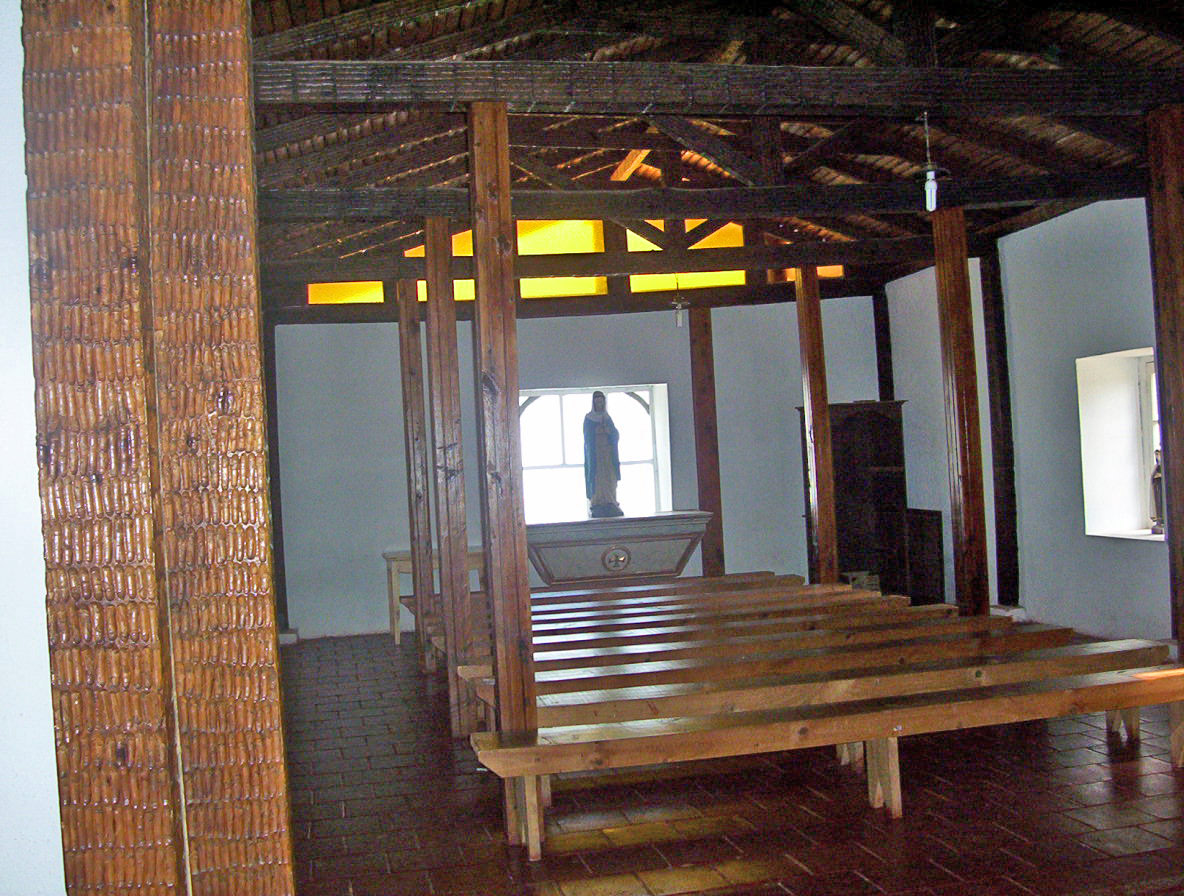
Interior de la Iglesia de Totoral en uno de sus altares laterales.

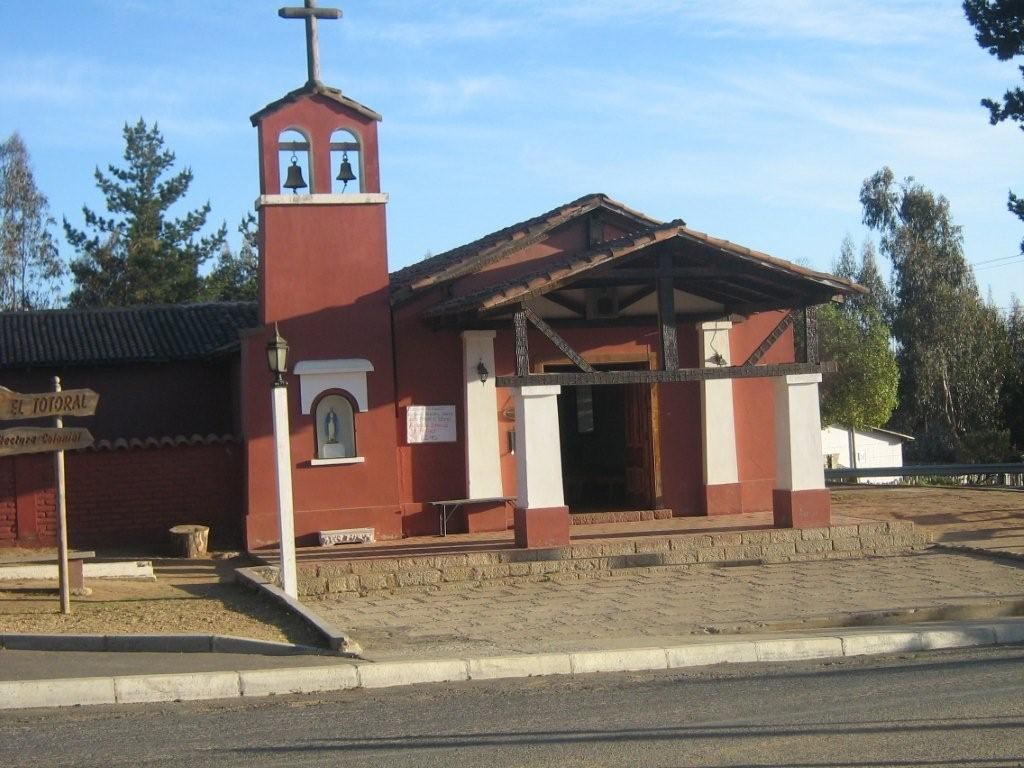
Iglesia El Totoral.

El canto a lo divino acompaña las noches hasta el amanecer en las novenas de casa de campo, velorios de angelitos y vigilias invitadas por la comunidad o por alguna familia. Los cantores se ubican en rueda en torno al altar (la rueda es completada por el altar) para cantar de izquierda a derecha (de siniestra a diestra, “para llegar al bien”) sólo versos a lo divino, es decir, de fundamento bíblico. Tradicionalmente el primer cantor propone el fundamento a seguir, la entonación (melodías) y el toquío (toques).  
Tanto el verso a lo Divino como el verso a lo humano son una composición poética de cuatro décimas glosadas de una cuarteta, más una quinta décima de despedida. 
Con el tiempo esta tradición de la zona central, ha disminuido y nos encontramos con una gran mayoría de cantores que superan los 50 o 60 años además de que las nuevas generaciones han perdido el interés por las tradiciones locales. Los valores han cambiado y la tradición comienza a no ejercer atractivo para los jóvenes. También el factor económico ha sido importante ya que según la tradición, la familia que invita a una novena debe acoger con bebida y comida al grupo de cantores que asiste.

## Actividad económica
En El Totoral, ambiente caracterizado por sus leyendas y tradiciones, existen artesanos de telar y pequeños agricultores con su oferta de flores, frutas, verduras, miel, y muestras gastronómicas y de repostería: chocolates, dulces, galletas, empanadas y amasados, ofrecidos en varios locales que van desde pequeños kioscos, almacén, bazar, salón de té y quincho de comidas típicas.
Existe gran variedad de licores artesanales como el Enguindao o el Apiao.
El  28 de abril de 2009 con cuecas bien zapateadas, empanadas caldúas, vino tinto y una emotiva Misa a la chilena , se inauguró el nuevo recorrido turístico “El Totoral en la Ruta del Bicentenario”.
Está incluida en la Red de Turismo Rural El Totoral Dentro de esta actividades están contempladas una Misa dominical a la chilena , Visita Sala de Antigüedades con objetos rurales e histórico-religiosos Degustación de gastronomía típica Realización de excursiones y caminatas Paseos a caballo, participación en labores del campo, degustación de dulces, mermeladas, chocolates y licores artesanales.

## Actualidad
Dentro de los muchos emprendimientos que se han generado en la zona, se produjo la Fiesta de la Mistela, que se realiza el domingo 20 de enero de 2013 en El Totoral, desde las 12 y hasta las 20 horas.